# Tour de France 2001
Il Tour de France 2001, ottantottesima edizione della corsa, prese il via il 7 luglio da Dunkerque e si concluse il 29 luglio con la classica passerella sugli Champs-Élysées, a Parigi.
Si tratta della terza di sette edizioni consecutive del Tour senza vincitore, a causa della squalifica, sancita successivamente nel tempo una volta emerso lo scandalo doping che lo coinvolse, dello statunitense Lance Armstrong.
Il 23 agosto 2005, una inchiesta del giornale sportivo L'Équipe, accompagnata dall'analisi di un campione di urina, ha dimostrato che Lance Armstrong risultò positivo all'eritropoietina (EPO) durante il Tour del 1999. 
Il 22 ottobre 2012 l'UCI riconobbe la sanzione imposta dall'USADA a Lance Armstrong, accusato di aver utilizzato sostanze dopanti durante la sua permanenza alla US Postal Service, e confermò di fatto la cancellazione delle sue sette vittorie al Tour de France. Il 26 ottobre la stessa UCI ufficializzò la decisione di non attribuire ad altri corridori le vittorie ottenute dallo statunitense e di non modificare i piazzamenti degli altri ciclisti.
Tale decisione, seppure tardiva, simboleggiò una sorta di ripudio da parte del Tour a quel difficile periodo.
Lance Armstrong aveva a lungo negato il sistematico utilizzo di pratiche dopanti nei suoi team; ma poi, messo con le spalle al muro anche dalle confessioni (spontanee presso la Usada, in interviste agli organi di stampa o in autobiografie) di alcuni dei suoi vecchi compagni di squadra, soltanto il 17 gennaio 2013, durante un'intervista con Oprah Winfrey, egli ammise per la prima volta di aver alterato illegalmente le proprie prestazioni sportive, sia durante il periodo in cui vinse i suoi sette Tour de France, sia durante il periodo precedente al cancro.
Al secondo posto della graduatoria generale del Tour de France 2001 si classificò nuovamente il passista-cronoman tedesco Jan Ullrich (al quinto podio su cinque partecipazioni nella Grande Boucle, dopo altri tre secondi posti ed il trionfo nella edizione del 1997).
Nella terza posizione della classifica generale si piazzò per il secondo anno consecutivo il passista-scalatore spagnolo Joseba Beloki (al secondo podio conseguito in carriera nella corsa a tappe transalpina).

## Tappe
| Tappa  | Data      | Percorso                                             | km    | Vincitore di tappa | Leader cl. generale |
| ------ | --------- | ---------------------------------------------------- | ----- | ------------------ | ------------------- |
| prol.  | 7 luglio  | Dunkerque > Dunkerque (cron. individuale)            | 8,2   | Christophe Moreau  | Christophe Moreau   |
| 1ª     | 8 luglio  | Saint-Omer > Boulogne-sur-Mer                        | 194,5 | Erik Zabel         | Christophe Moreau   |
| 2ª     | 9 luglio  | Calais > Anversa (BEL)                               | 218,5 | Marc Wauters       | Marc Wauters        |
| 3ª     | 10 luglio | Anversa (BEL) > Seraing (BEL)                        | 198,5 | Erik Zabel         | Stuart O'Grady      |
| 4ª     | 11 luglio | Huy (BEL) > Verdun                                   | 215   | Laurent Jalabert   | Stuart O'Grady      |
| 5ª     | 12 luglio | Verdun > Bar-le-Duc (cron. a squadre)                | 67    | Crédit Agricole    | Stuart O'Grady      |
| 6ª     | 13 luglio | Commercy > Strasburgo                                | 211,5 | Jaan Kirsipuu      | Stuart O'Grady      |
| 7ª     | 14 luglio | Strasburgo > Colmar                                  | 162,5 | Laurent Jalabert   | Jens Voigt          |
| 8ª     | 15 luglio | Colmar > Pontarlier                                  | 222,5 | Erik Dekker        | Stuart O'Grady      |
| 9ª     | 16 luglio | Pontarlier > Aix-les-Bains                           | 185   | Sergej Ivanov      | Stuart O'Grady      |
| 10ª    | 17 luglio | Aix-les-Bains > Alpe d'Huez                          | 209   | Lance Armstrong    | François Simon      |
| 11ª    | 18 luglio | Grenoble > Chamrousse (cron. individuale)            | 32    | Lance Armstrong    | François Simon      |
|        | 19 luglio | giorno di riposo                                     |       |                    |                     |
| 12ª    | 20 luglio | Perpignano > Ax-les-Thermes                          | 166,5 | Félix Cárdenas     | François Simon      |
| 13ª    | 21 luglio | Foix > Saint-Lary-Soulan                             | 194   | Lance Armstrong    | Lance Armstrong     |
| 14ª    | 22 luglio | Tarbes > Luz Ardiden                                 | 141,5 | Roberto Laiseka    | Lance Armstrong     |
|        | 23 luglio | giorno di riposo                                     |       |                    |                     |
| 15ª    | 24 luglio | Pau > Lavaur                                         | 232,5 | Rik Verbrugghe     | Lance Armstrong     |
| 16ª    | 25 luglio | Castelsarrasin > Sarran                              | 227,5 | Jens Voigt         | Lance Armstrong     |
| 17ª    | 26 luglio | Brive-la-Gaillarde > Montluçon                       | 194   | Serge Baguet       | Lance Armstrong     |
| 18ª    | 27 luglio | Montluçon > Saint-Amand-Montrond (cron. individuale) | 61    | Lance Armstrong    | Lance Armstrong     |
| 19ª    | 28 luglio | Orléans > Évry                                       | 149,5 | Erik Zabel         | Lance Armstrong     |
| 20ª    | 29 luglio | Corbeil-Essonnes > Parigi                            | 160,5 | Ján Svorada        | Lance Armstrong     |
| Totale | Totale    | Totale                                               | 3 453 |                    |                     |

## Squadre e corridori partecipanti
| N.      | Cod. | Squadra                          |
| ------- | ---- | -------------------------------- |
| 1-9     | USP  | US Postal Service                |
| 11-19   | TEL  | Team Deutsche Telekom            |
| 21-29   | ONC  | ONCE-Eroski                      |
| 31-39   | FES  | Festina                          |
| 41-49   | FAS  | Fassa Bortolo                    |
| 51-59   | RAB  | Rabobank                         |
| 61-69   | LOT  | Lotto-Adecco                     |
| 71-79   | COF  | Cofidis, le Crédit par Téléphone |
| 81-89   | MAP  | Mapei-Quick Step                 |
| 91-99   | BAN  | iBanesto.com                     |
| 101-109 | C.A  | Crédit Agricole                  |

| N.      | Cod. | Squadra            |
| ------- | ---- | ------------------ |
| 111-119 | EUS  | Euskaltel-Euskadi  |
| 121-129 | A2R  | AG2R Prévoyance    |
| 131-139 | CST  | CSC-Tiscali        |
| 141-149 | DEL  | Jean Delatour      |
| 151-159 | KEL  | Kelme-Costa Blanca |
| 161-169 | BJR  | Bonjour            |
| 171-179 | LAM  | Lampre-Daikin      |
| 181-189 | FDJ  | Française des Jeux |
| 191-199 | DFF  | Domo-Farm Frites   |
| 201-209 | BIG  | BigMat-Auber 93    |

## Resoconto degli eventi
I corridori partecipanti furono 189: di questi 144 arrivarono al traguardo finale di Parigi.  Dopo l'esclusione di Lance Armstrong, i corridori effettivamente classificati sono diventati 143.  Le squadre partecipanti erano 8 francesi, 4 spagnole, 3 italiane, 2 belghe, 1 olandese, 1 danese, 1 tedesca, 1 statunitense.  I corridori partecipanti erano 51 francesi, 38 spagnoli, 24 italiani, 20 belgi, 10 tedeschi, 9 olandesi, 8 statunitensi, 6 russi, 5 danesi, 3 svizzeri, 2 kazaki, 2 australiani, 2 lettoni, 2 polacchi, 2 colombiani, 2 norvegesi, 1 estone, 1 britannico, 1 venezuelano, 1 ceco, 1 sudafricano.
Le tappe furono 20, precedute da un cronoprologo iniziale, per una distanza totale di 3 453 km; il paese venne percorso in senso orario, con prima le Alpi e poi i Pirenei. La corsa effettiva vide la terza vittoria consecutiva dello statunitense Lance Armstrong, che prevalse sul tedesco Jan Ullrich, secondo per la quarta volta, e sullo spagnolo Joseba Beloki. Armstrong vinse quattro tappe, mettendosi in luce fin dalla prima frazione in salita, sull'Alpe d'Huez.
Il tedesco Erik Zabel, al culmine della sua carriera da sprinter, vinse la maglia verde per la sesta volta. La maglia a pois per il miglior scalatore andò a sorpresa a Laurent Jalabert, che vinse due tappe e si propose in molte fughe, facilitato anche dall'assenza di Richard Virenque, sospeso per doping. La maglia bianca di miglior giovane fu appannaggio dello spagnolo Óscar Sevilla mentre miglior team fu la Kelme-Costa Blanca.
Il Tour 2001 fu caratterizzato anche dalla "fuga bidone" dell'ottava tappa in cui poco più di dieci corridori guadagnarono più di mezz'ora sul resto del gruppo dando la possibilità a Stuart O'Grady prima e a François Simon poi di indossare la maglia gialla per alcuni giorni, mentre Andrei Kivilev, sempre grazie a tale fuga, riuscì a sfiorare il podio finale (concluse infatti al quarto posto).
Dopodiché, dal 2005 al 2012, si succedettero nella maniera sopra citata le decisioni che corressero la classifica di questa edizione del Tour de France.

## Evoluzione delle classifiche
| Tappa              | Vincitore          | Classifica generale Maglia gialla | Classifica a punti Maglia verde | Classifica scalatori Maglia a pois | Classifica giovani Maglia bianca | Classifica a squadre Numero giallo |
| ------------------ | ------------------ | --------------------------------- | ------------------------------- | ---------------------------------- | -------------------------------- | ---------------------------------- |
| Prologo            | Christophe Moreau  | Christophe Moreau                 | Christophe Moreau               | non assegnata                      | Florent Brard                    | Festina                            |
| 1ª                 | Erik Zabel         | Christophe Moreau                 | Erik Zabel                      | Jacky Durand                       | Florent Brard                    | Festina                            |
| 2ª                 | Marc Wauters       | Marc Wauters                      | Jaan Kirsipuu                   | Jacky Durand                       | Robert Hunter                    | Crédit Agricole                    |
| 3ª                 | Erik Zabel         | Stuart O'Grady                    | Erik Zabel                      | Benoît Salmon                      | Florent Brard                    | Crédit Agricole                    |
| 4ª                 | Laurent Jalabert   | Stuart O'Grady                    | Erik Zabel                      | Patrice Halgand                    | Florent Brard                    | Crédit Agricole                    |
| 5ª                 | Crédit Agricole    | Stuart O'Grady                    | Erik Zabel                      | Patrice Halgand                    | Jörg Jaksche                     | Crédit Agricole                    |
| 6ª                 | Jaan Kirsipuu      | Stuart O'Grady                    | Erik Zabel                      | Patrice Halgand                    | Jörg Jaksche                     | Crédit Agricole                    |
| 7ª                 | Laurent Jalabert   | Jens Voigt                        | Erik Zabel                      | Patrice Halgand                    | Jörg Jaksche                     | Crédit Agricole                    |
| 8ª                 | Erik Dekker        | Stuart O'Grady                    | Stuart O'Grady                  | Patrice Halgand                    | Jörg Jaksche                     | Rabobank                           |
| 9ª                 | Sergej Ivanov      | Stuart O'Grady                    | Stuart O'Grady                  | Patrice Halgand                    | Jörg Jaksche                     | Rabobank                           |
| 10ª                | Lance Armstrong    | François Simon                    | Stuart O'Grady                  | Laurent Roux                       | Óscar Sevilla                    | Rabobank                           |
| 11ª                | Lance Armstrong    | François Simon                    | Stuart O'Grady                  | Laurent Roux                       | Óscar Sevilla                    | Rabobank                           |
| 12ª                | Félix Cárdenas     | François Simon                    | Stuart O'Grady                  | Laurent Roux                       | Óscar Sevilla                    | Rabobank                           |
| 13ª                | Lance Armstrong    | Lance Armstrong                   | Stuart O'Grady                  | Laurent Jalabert                   | Óscar Sevilla                    | Kelme-Costa Blanca                 |
| 14ª                | Roberto Laiseka    | Lance Armstrong                   | Stuart O'Grady                  | Laurent Jalabert                   | Óscar Sevilla                    | Kelme-Costa Blanca                 |
| 15ª                | Rik Verbrugghe     | Lance Armstrong                   | Stuart O'Grady                  | Laurent Jalabert                   | Óscar Sevilla                    | Kelme-Costa Blanca                 |
| 16ª                | Jens Voigt         | Lance Armstrong                   | Stuart O'Grady                  | Laurent Jalabert                   | Óscar Sevilla                    | Kelme-Costa Blanca                 |
| 17ª                | Serge Baguet       | Lance Armstrong                   | Stuart O'Grady                  | Laurent Jalabert                   | Óscar Sevilla                    | Kelme-Costa Blanca                 |
| 18ª                | Lance Armstrong    | Lance Armstrong                   | Stuart O'Grady                  | Laurent Jalabert                   | Óscar Sevilla                    | Kelme-Costa Blanca                 |
| 19ª                | Erik Zabel         | Lance Armstrong                   | Stuart O'Grady                  | Laurent Jalabert                   | Óscar Sevilla                    | Kelme-Costa Blanca                 |
| 20ª                | Ján Svorada        | Lance Armstrong                   | Erik Zabel                      | Laurent Jalabert                   | Óscar Sevilla                    | Kelme-Costa Blanca                 |
| Classifiche finali | Classifiche finali | Lance Armstrong                   | Erik Zabel                      | Laurent Jalabert                   | Óscar Sevilla                    | Kelme-Costa Blanca                 |

## Classifiche finali

### Classifica generale - Maglia gialla
| Pos. | Corridore       | Squadra   | Tempo     |
| ---- | --------------- | --------- | --------- |
| SQ   | Lance Armstrong | US Postal | 86h17'28" |
| 2    | Jan Ullrich     | Telekom   | a 6'44"   |
| 3    | Joseba Beloki   | ONCE      | a 9'05"   |
| 4    | Andrej Kivilëv  | Cofidis   | a 9'53"   |
| 5    | Igor González   | ONCE      | a 13'28"  |
| 6    | François Simon  | Bonjour   | a 17'22"  |
| 7    | Óscar Sevilla   | Kelme     | a 18'30"  |
| 8    | Santiago Botero | Kelme     | a 20'55"  |
| 9    | Marcos Serrano  | ONCE      | a 21'45"  |
| 10   | Michael Boogerd | Rabobank  | a 22'38"  |

### Classifica a punti - Maglia verde
| Pos. | Corridore           | Squadra       | Punti |
| ---- | ------------------- | ------------- | ----- |
| 1    | Erik Zabel          | Telekom       | 252   |
| 2    | Stuart O'Grady      | Crédit Agr.   | 244   |
| 3    | Damien Nazon        | Bonjour       | 169   |
| 4    | Alessandro Petacchi | Fassa Bortolo | 148   |
| 5    | Sven Teutenberg     | Festina       | 141   |

### Classifica scalatori - Maglia a pois
| Pos. | Corridore        | Squadra   | Punti |
| ---- | ---------------- | --------- | ----- |
| 1    | Laurent Jalabert | CSC       | 258   |
| 2    | Jan Ullrich      | Telekom   | 211   |
| 3    | Laurent Roux     | Delatou   | 200   |
| SQ   | Lance Armstrong  | US Postal | 195   |
| 5    | Stefano Garzelli | Mapei     | 164   |

### Classifica giovani - Maglia bianca
| Pos. | Corridore         | Squadra  | Tempo      |
| ---- | ----------------- | -------- | ---------- |
| 1    | Óscar Sevilla     | Kelme    | 86h35'58"  |
| 2    | Francisco Mancebo | iBanesto | a 10'03"   |
| 3    | Jörg Jaksche      | ONCE     | a 47'32"   |
| 4    | Denis Men'šov     | iBanesto | a 1h13'20" |
| 5    | Marco Pinotti     | Lampre   | a 1h15'59" |

### Classifica a squadre - Numero giallo
| Pos. | Squadra               | Tempo      |
| ---- | --------------------- | ---------- |
| 1    | Kelme-Costa Blanca    | 259h14'44" |
| 2    | ONCE-Eroski           | a 4'59"    |
| 3    | Team Deutsche Telekom | a 41'06"   |
| 4    | Bonjour               | a 41'49"   |
| 5    | Rabobank              | a 51'53"   |

### Classifica combattività - Numero rosso
| Pos. | Corridore        | Squadra     | Punti |
| ---- | ---------------- | ----------- | ----- |
| 1    | Laurent Jalabert | CSC         | 94    |
| 2    | Laurent Roux     | Delatoru    | 55    |
| 3    | Jens Voigt       | Crédit Agr. | 45    |
| 4    | Rik Verbrugghe   | Lotto       | 44    |
| 5    | Paolo Bettini    | Mapei       | 36    |